# Роули (Ајова)
Роули (енгл. Rowley) град је у америчкој савезној држави Ајова. По попису становништва из 2010. у њему је живело 264 становника.

## Демографија
Према попису становништва из 2010. у граду је живело 264 становника, што је -26 (-9.0%) становника више него 2000. године.
| Група             | 2000.       | 2010.       |
| Белци             | 288 (99,3%) | 263 (99,6%) |
| Афроамериканци    | 0 (0,0%)    | 0 (0,0%)    |
| Азијати           | 2 (0,7%)    | 0 (0,0%)    |
| Хиспаноамериканци | 0 (0,0%)    | 0 (0,0%)    |
| Укупно            | 290         | 264         |